# Odomas timaea
Odomas timaea är en insektsart som beskrevs av Rauno E. Linnavuori 1973. Odomas timaea ingår i släktet Odomas och familjen dvärgstritar. Inga underarter finns listade i Catalogue of Life.